# Pendent del subllindar

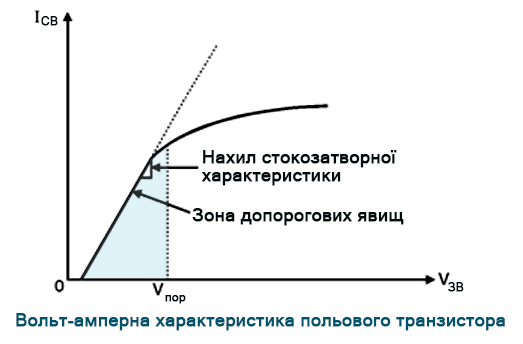
Característiques volt-amper de la zona subllindar del transistor

El corrent de drenatge en funció de la tensió de drenatge a la font i el biaix de la porta a la font sobre la tensió llindar.

El pendent del subllindar és una característica de la característica de corrent-tensió d'un MOSFET. A la regió subllindar, el comportament del corrent de drenatge, tot i que està controlat pel terminal de la porta, és similar al corrent decreixent exponencial d'un díode polaritzat en directa. Per tant, un diagrama de corrent de drenatge en funció de la tensió de la porta amb voltatges de drenatge, font i massius fixats mostrarà un comportament aproximadament logarítmica lineal en aquest règim de funcionament MOSFET. El seu pendent és el pendent subllindar.
El pendent del subllindar també és el valor recíproc del swing del subllindar Ss-th que normalment es dona com: {\displaystyle S_{s-th}=\ln(10){kT \over q}\left(1+{C_{d} \over C_{ox}}\right)}
{\displaystyle C_{d}} = capacitat de la capa d'esgotament
{\displaystyle C_{ox}} = capacitat de la porta-òxid
{\displaystyle {kT \over q}} = tensió tèrmica
L'oscil·lació mínima del subllindar d'un dispositiu convencional es pot trobar deixant {\displaystyle \textstyle {C_{d}}\rightarrow 0} i/o {\displaystyle \textstyle {C_{ox}}\rightarrow \infty }, que cedeixen {\displaystyle S_{s-th,\min }=\ln(10){kT \over q}} (conegut com a límit termoiònic) i 60 mV/dec a temperatura ambient (300 K). Un canvi de subllindar experimental típic per a un MOSFET escalat a temperatura ambient és de ~ 70 mV/dec, lleugerament degradat a causa dels paràsits MOSFET de canal curt.
Un dispositiu caracteritzat per un pendent subllindar pronunciat presenta una transició més ràpida entre els estats apagat (intensitat baixa) i encès (intensitat alta).